# Liesse-Notre-Dame
Liesse-Notre-Dame es una comuna francesa situada en el departamento de Aisne, de la región de Alta Francia.

## Geografía
Está ubicada a 14 km al noreste de Laon.

## Demografía
| 1 316 | 1 396 | 1 326 | 1 464 | 1 395 | 1 327 | 1 343 | 1 297 |
| Para los censos de 1962 a 1999 la población legal corresponde a la población sin duplicidades (Fuente: INSEE [Consultar]) |       |       |       |       |       |       |       |

## Monumentos
La basílica de Nuestra Señora, obra de la arquitectura gótica.